# Рупци
Вижте пояснителната страница за други значения на Рупци.
Рупците са българска етнографска група, населяваща дебрите на Средните Родопи, в областта Рупчос (между басейните на р. Въча (Кричимска река) и р. Чая (Станимашка река).
В края на XIX век етнографът Димитър Маринов отбелязва като рупци и жителите на няколко села в Бургаско – Русокастро, Каракютюк, Гергебунар, Къркчалъ, Айваджик, Мехмечкьой, Карабунар – предполагайки въз основа на неясни местни легенди, че те са потомци на бежанци от насилствената ислямизация в Родопите през XVII век.

## Наименование
Съществуват различни легенди и опити за обяснението на етнонима рупци. Едни автори го извеждат от „ропа“, „рупа“ в смисъл на дупка, ров, в каквито дупки населението е горило дърва за въглища, а други – от славянския глагол „рубить“ – сека дърва, т. е. в етнонима е отразен поминъкът на местното население. Проучването на културата на този район ще позволи както изясняването на етимологията на думата, така и наличието или отсъствието на специфична рупска култура.

## Етнография
Обитаващи предимно планински терен, рупците имали в миналото като основен поминък скотовъдството. Слабото планинско, предимно мотично земеделие е било недостатъчно за изхранването, затова със зърнени храни се снабдявали чрез размяна на животински продукти на пазарите и панаирите. Недоходните поминъци (животновъдство и слабо земеделие) и наличието на суровини подтиквали местното население към развитието на някои занаяти – абаджийство, медникарство, казанджийство и зидарство. Значителна част от населението изкарва прехраната си с гурбетчийство, като ходи на гурбет главно към Беломорието, а по-късно към вътрешността на страната.
Икономическото развитие и замогване на занаятчии и овцевъди през XVIII – XIX в. довеждат до значителни промени в жилищната архитектура – започнали да строят вече високи, многоетажни каменни сгради. Жилищният етаж станал многоделен. Сламените покриви били заменени с каменни плочи. Родопската архитектура е издържана в единен и значително усъвършенствуван стил вътрешно и външно. Вътрешната украса се постига с красиво изработени долапи и най-вече с художествени тъкани и подредбата на медни съдове по лавиците.
Облеклото за мъжете е чернодрешно, а за жените – саичено, с типична пъстроцветна карирана престилка. Забраждането в миналото е ставало с огромни бели, домашно тъкани кърпи, свободно спускани по плещите.
Храната у рупците е предимно млечна и ръжен хляб. Развитото пастирство е позволило да се утвърди като представително ястие печеното на шиш агне, т.нар. чевермьо.
Навлезлите отрано капиталистически отношения в устройството на едрото пастирство и на развитите занаяти довежда и до установяване на малкото семейство, но, от друга страна, и до склонността към коопериране и засилена взаимоспомагателност.
Характерният поминък на сезонното гурбетчийство е допринесъл за установяването на големи празници през лятото. У рупците не съществува коледуване на възрастни мъже. При новогодишното сурвакане само тук се практикува носенето и оставянето по домовете на тежък камък за „тежко“ щастие. Кукерските игри са слабо застъпени (в Широколъшко), затова заговезнишките огньове са придружени с хора и песни, с прескачане на огньове, а в някои райони (Хасковско, Разложко) и с хвърлянето на огнени стрели, наричани чевги. Голям празник на рупците е Гергьовден, когато посрещали връщащите се от зимуване край Беломорието овчари със стадата си, и денят, в който овцете са изкарвани на мандра. Костадиновден, Илинден и др. летни празници са изпълнени с много веселия, свързани с големи районни събори в Родопите, най-голям от които е Роженският събор.
Народната песен е лирична с преобладаване на любовни мотиви. В музиката на рупците най-важно място заема пентатониката. Тук е предпочитана голямата с нисък регистър гайда, т.нар. каба гайда. Характерна черта на танците на рупците е спокойното, както у тракийците, несключено хоро, съпроводено с песен или гайда.
В говора на рупците е запазена употребата на три вида определителен член: -ът, -та, -то (за средно отдалечени предмети), -ъс, -са, -со (за близки предмети), -ън, -на, -но (за отдалечени, невиждащи се предмети).
С тези особености на езика и останалата си битова култура рупската група се оказва най-архаичната у българите.

## Вижте още
- Рупски говори